# Guerau (Urgell)
Guerau de Cabrera († 1228) war von 1213 bis 1228 der faktische Graf von Urgell. Er war ein Sohn des Vizegrafen Ponç III. von Cabrera und der Marquesa von Urgell.

## Leben

Das Wappen des Hauses Cabrera

Von seinem Vater erbte Guerau de Cabrera als Guerau IV. gegen Ende der 1190er Jahre die Vizegrafschaften Cabrera und Àger, die Stammbesitzungen der Familie Cabrera, die diese als Lehen der Grafen von Urgell hielt. Über seine Mutter war er selbst mit der Grafenfamilie verwandt und stellte deshalb einen Erbanspruch auf diese große Grafschaft, zumal sein Onkel, Graf Ermengol VIII., lediglich eine unmündige Tochter hatte. Der Tod des Grafen im Jahr 1209 löste somit den Beginn eines hundertjährigen Streits um die Besitzrechte auf Urgell aus. Um sich gegen seine Ansprüche zu erwehren, vertraute die Witwe des verstorbenen Grafen ihre Erbtochter Aurembiaix umgehend dem Schutz König Peters II. von Aragón an, der das Kind sogleich mit seinem eigenen Sohn Jakob verlobte, womit Urgell letztlich in das Konglomerat der Krone Aragón aufgegangen wäre. Guerau war allerdings bereit, gegen den König um Urgell zu kämpfen, wurde aber von diesem im Herbst 1211 bei Llorenç geschlagen und in Jaca eingesperrt. Damit schien der Erbfolgestreit zugunsten der Aurembiaix entschieden.
Die Lage änderte sich allerdings mit dem unerwarteten Tod König Peters II. in der Schlacht bei Muret im September 1213. Nicht nur konnte Guerau in der nun einsetzenden Anarchie während der Unmündigkeit des neuen Königs Jakob I. aus seinem Gefängnis entkommen, sondern auch mit der Unterstützung wesentlicher Teile des lokalen Adels die faktische Macht in Urgell übernehmen. In den folgenden Jahren war Guerau in Kämpfe gegen diverse Adelsfraktionen verstrickt und hatte sich dabei besonders mit dem Haus Montcada auseinanderzusetzen, das die Interessen der Aurembiaix vertrat. Von den Regenten der Krone Aragón wurde er als Graf von Urgell geduldet und auch König Jakob I. erkannte ihn nach Übernahme der persönlichen Regierung in drei Urkunden (1217, 1222, 1223) bereitwillig als Graf an. Stets allerdings nur unter Vorbehalt der Erbrechte der Aurembiaix, die neu zu verhandeln seien, sobald diese sie einzufordern gedächte. Wohl im Jahr 1228 oder kurz zuvor schloss sich die mittlerweile erwachsene Aurembiaix dem Hof des Königs an, wurde dessen Mätresse und erneuerte ihre Erbrechte auf Urgell. Um den Sachverhalt zwischen Guerau und seiner Cousine zu klären, lud König Jakob I. Guerau vor ein Schiedsgericht, was Guerau allerdings ausschlug und dem König dabei mitteilte, nicht noch einmal zu so einem Gericht befohlen zu werden. Die Grafschaft Urgell wie auch die Familie Cabrera waren keine direkten Vasallen des Königreichs Aragón (heute die Region Aragonien), sondern Angehörige der Feudalordnung Kataloniens (siehe Katalanische Grafschaften). König Jakob I. war als Graf von Barcelona zwar auch ein katalanischer Feudalherr, seine Position gegenüber seinen katalanischen Amtskollegen entsprach allerdings nur dem Charakter eines Primus inter pares, der keine herrscherliche oder richterliche Weisungsbefugnis gegenüber den anderen Grafen besaß.
Am 1. August 1228 gingen König Jakob I. und Aurembiaix daher ein politisches Bündnis ein, das die Rückeroberung von Urgell zum Ziel hatte; Aurembiaix sollte dann Urgell als Lehen aus der Hand Jakobs erhalten. Wie schon gegen Peter II. war Guerau gemeinsam mit seinem Sohn Ponç nun auch zum Kampf gegen Jakob I. bereit, allerdings auch diesem am Ende unterlegen, nachdem der König mehrere seiner Burgen wie Agramunt, Linyola und Balaguer eingenommen hatte. Noch vor Jahresende 1228 starb er; kurz vor seinem Tod war er dem Templerorden beigetreten. Urgell ging für die Cabrera einstweilen verloren, aber schon 1236 konnte Gueraus Sohn von Jakob I. die Restituierung der Grafschaft erwirken.

## Familie
Guerau war mit der kastilischen Adligen Eilo Pérez de Castro verheiratet, ihre Kinder waren unter anderem:
- Ponç († 1243), Vizegraf von Àger und Graf von Urgell.
- Guerau V. († um 1242), Vizegraf von Cabrera.